# Parallels (film)
Pour plus de détails, voir Fiche technique et Distribution.
Parallels est un film de science-fiction américain réalisé par Christopher Leone (en) et sorti en 2015. Il s'agit à l'origine d'un pilote pour une série qui n'a finalement pas été produite.

## Synopsis
Ronan, sa sœur Beatrix et Harry découvrent, sur le conseil d'un message de leur père disparu, un building qui téléporte ses occupants toutes les 36 heures vers une autre terre, un monde parallèle au leur.

## Fiche technique
- Titre original : Parallels
- Réalisation :  Christopher Leone (en)
- Scénario : Christopher Leone et Laura Harkcom
- Musique : Corey Allen Jackson
- Photographie : Bryce Fortner
- Montage : Ian Duncan et Thomas Verrette
- Décors : Grayson Wills
- Production : David Brooks, Steve Hein et Todd Luoto
- Société de production : Fox Digital Studios
- Sociétés de distribution : Netflix (États-Unis, 2015-2016) ; Rockzeline (monde, 2017)
- Pays d'origine :  États-Unis
- Langue originale : anglais
- Genre : science-fiction
- Date de sortie : 
  - États-Unis : 3 mars 2015[1]

## Distribution
- Mark Hapka : Ronan Carver
- Jessica Rothe : Beatrix Carver
- Eric Jungmann : Harry
- Constance Wu : Polly
- Yorgo Constantine : Alex Carver
- Michael Monks : Tinker
- Davi Jay : Stone
- Michael Scott : Clerk